# Coupe d'Italie de football 2003-2004
Navigation
Coupe d'Italie 2002-2003 Coupe d'Italie 2004-2005
La Coupe d'Italie de football 2003-2004 est la 57e édition de la Coupe d'Italie. La compétition commence le 17 août 2003 et elle se termine le 12 mai 2004, date de la finale retour. Le club vainqueur de la Coupe est qualifié d'office pour la Coupe UEFA 2004-2005 hormis s'il gagne le droit de disputer la Ligue des champions.
La finale oppose la Lazio Rome à la Juventus et le club de la capitale gagne par 4-2, score cumulé aller-retour.

## Résultats

### Phase de groupes

#### Groupe 1
| Rang | Équipe                         | Pts | J | G | N | P | Bp | Bc | Diff |  | Résultats (▼ dom., ► ext.)     | PRO | CAG | PLA | COM |
| ---- | ------------------------------ | --- | - | - | - | - | -- | -- | ---- |  | ------------------------------ | --- | --- | --- | --- |
| 1    | Pro Patria Gallaratese GB (D3) | 6   | 3 | 2 | 0 | 1 | 6  | 2  | +4   |  | Pro Patria Gallaratese GB (D3) |     | 0-2 | 3-0 |     |
| 2    | Cagliari Calcio (D2)           | 1-2 | 3 | 1 | 0 | 2 | 2  | 6  | -4   |  | Cagliari Calcio (D2)           |     |     | -   |     |
| 3    | Plaisance FC (D2)              | 1-2 | 3 | 1 | 0 | 2 | 2  | 6  | -4   |  | Plaisance FC (D2)              |     |     |     | 2-0 |
| 4    | Côme Calcio (D2)               | -2  | 3 | 0 | 0 | 3 | 0  | 8  | -8   |  | Côme Calcio (D2)               | 0-3 | -   |     |     |

#### Groupe 2
| Rang | Équipe                  | Pts  | J | G | N | P | Bp | Bc | Diff |  | Résultats (▼ dom., ► ext.) | CES | GEN | TOR | LIV |
| ---- | ----------------------- | ---- | - | - | - | - | -- | -- | ---- |  | -------------------------- | --- | --- | --- | --- |
| 1    | AC Cesena (D3)          | 5    | 3 | 1 | 2 | 0 | 5  | 2  | +3   |  | AC Cesena (D3)             |     |     |     |     |
| 2    | Genoa CFC (D2)          | 4    | 3 | 1 | 1 | 1 | 4  | 2  | +2   |  | Genoa CFC (D2)             |     |     |     |     |
| 3    | Torino Calcio (D2)      | 1-2  | 3 | 1 | 0 | 2 | 1  | 6  | -5   |  | Torino Calcio (D2)         |     |     |     |     |
| 4    | AS Livourne Calcio (D2) | -1-2 | 3 | 0 | 1 | 2 | 1  | 7  | -6   |  | AS Livourne Calcio (D2)    |     |     |     |     |

#### Groupe 3
| Rang | Équipe                   | Pts | J | G | N | P | Bp | Bc | Diff |  | Résultats (▼ dom., ► ext.) | PAL | HEL | TRE | ALB |
| ---- | ------------------------ | --- | - | - | - | - | -- | -- | ---- |  | -------------------------- | --- | --- | --- | --- |
| 1    | US Città di Palerme (D2) | 1-2 | 3 | 1 | 0 | 2 | 2  | 6  | -4   |  | US Città di Palerme (D2)   |     |     |     |     |
| 2    | Hellas Vérone (D2)       | 1-2 | 3 | 1 | 0 | 2 | 1  | 6  | -5   |  | Hellas Vérone (D2)         |     |     |     |     |
| 3    | Trévise FBC 1993 (D2)    | -2  | 3 | 0 | 0 | 3 | 0  | 7  | -7   |  | Trévise FBC 1993 (D2)      |     |     |     |     |
| 4    | UC AlbinoLeffe (D2)      | -2  | 3 | 0 | 0 | 3 | 0  | 8  | -8   |  | UC AlbinoLeffe (D2)        |     |     |     |     |

#### Groupe 4
| Rang | Équipe                   | Pts  | J | G | N | P | Bp | Bc | Diff |  | Résultats (▼ dom., ► ext.) | VEN | TRI | VIC | ATA |
| ---- | ------------------------ | ---- | - | - | - | - | -- | -- | ---- |  | -------------------------- | --- | --- | --- | --- |
| 1    | AC Venise (D2)           | 1-2  | 3 | 1 | 0 | 2 | 2  | 6  | -4   |  | AC Venise (D2)             |     |     |     |     |
| 2    | US Triestina Calcio (D2) | -1-2 | 3 | 0 | 1 | 2 | 1  | 7  | -6   |  | US Triestina Calcio (D2)   |     |     |     |     |
| 3    | Vicence Calcio (D2)      | -1-2 | 3 | 0 | 1 | 2 | 1  | 7  | -6   |  | Vicence Calcio (D2)        |     |     |     |     |
| 4    | Atalanta Bergame (D2)    | -2   | 3 | 0 | 0 | 3 | 0  | 8  | -8   |  | Atalanta Bergame (D2)      |     |     |     |     |

#### Groupe 5
| Rang | Équipe                          | Pts | J | G | N | P | Bp | Bc | Diff |  | Résultats (▼ dom., ► ext.)      | SAM | PIS | ANC | TER |
| ---- | ------------------------------- | --- | - | - | - | - | -- | -- | ---- |  | ------------------------------- | --- | --- | --- | --- |
| 1    | Sambenedettese Calcio 1923 (D3) | 7   | 3 | 2 | 1 | 0 | 6  | 2  | +4   |  | Sambenedettese Calcio 1923 (D3) |     |     |     |     |
| 2    | Pise Calcio (D3)                | 3-1 | 3 | 1 | 1 | 1 | 3  | 4  | -1   |  | Pise Calcio (D3)                |     |     |     |     |
| 3    | Ancône Calcio (D1)              | 2-1 | 3 | 1 | 0 | 2 | 3  | 5  | -2   |  | Ancône Calcio (D1)              |     |     |     |     |
| 4    | Ternana Calcio (D2)             | -2  | 3 | 0 | 0 | 3 | 1  | 8  | -7   |  | Ternana Calcio (D2)             |     |     |     |     |

#### Groupe 6
| Rang | Équipe                  | Pts  | J | G | N | P | Bp | Bc | Diff |  | Résultats (▼ dom., ► ext.) | TER | BAR | ASC | MAR |
| ---- | ----------------------- | ---- | - | - | - | - | -- | -- | ---- |  | -------------------------- | --- | --- | --- | --- |
| 1    | Teramo Calcio (D3)      | 7    | 3 | 2 | 1 | 0 | 8  | 2  | +6   |  | Teramo Calcio (D3)         |     |     |     |     |
| 2    | AS Bari (D2)            | 1-2  | 3 | 1 | 0 | 2 | 2  | 7  | -5   |  | AS Bari (D2)               |     |     |     |     |
| 3    | Ascoli Calcio 1898 (D2) | -1-2 | 3 | 0 | 1 | 2 | 2  | 8  | -6   |  | Ascoli Calcio 1898 (D2)    |     |     |     |     |
| 4    | AC Martina 1947 (D3)    | -2   | 3 | 0 | 0 | 3 | 1  | 8  | -7   |  | AC Martina 1947 (D3)       |     |     |     |     |

#### Groupe 7
| Rang | Équipe                 | Pts | J | G | N | P | Bp | Bc | Diff |  | Résultats (▼ dom., ► ext.) | SAL | NAP | MES | PES |
| ---- | ---------------------- | --- | - | - | - | - | -- | -- | ---- |  | -------------------------- | --- | --- | --- | --- |
| 1    | Salernitana Sport (D2) | 7   | 3 | 2 | 1 | 0 | 6  | 0  | +6   |  | Salernitana Sport (D2)     |     | 0-0 | 3-0 |     |
| 2    | SSC Naples (D2)        | 3-1 | 3 | 1 | 1 | 1 | 3  | 3  | 0    |  | SSC Naples (D2)            |     |     | -   |     |
| 3    | FC Messine Peloro (D2) | 1-2 | 3 | 1 | 0 | 2 | 2  | 6  | -4   |  | FC Messine Peloro (D2)     |     |     |     | 2-0 |
| 4    | Pescara Calcio (D2)    | -2  | 3 | 0 | 0 | 3 | 0  | 8  | -8   |  | Pescara Calcio (D2)        | 0-3 | 0-3 |     |     |

#### Groupe 8
| Rang | Équipe               | Pts | J | G | N | P | Bp | Bc | Diff |  | Résultats (▼ dom., ► ext.) | BRI | CAT | LEC | AVE |
| ---- | -------------------- | --- | - | - | - | - | -- | -- | ---- |  | -------------------------- | --- | --- | --- | --- |
| 1    | Brindisi Calcio (D4) | 7   | 3 | 2 | 1 | 0 | 7  | 1  | +6   |  | Brindisi Calcio (D4)       |     | 1-1 |     | 3-0 |
| 2    | Calcio Catane (D2)   | 7   | 3 | 2 | 1 | 0 | 7  | 1  | +6   |  | Calcio Catane (D2)         |     |     | 3-0 |     |
| 3    | US Lecce (D1)        | 1-2 | 3 | 1 | 0 | 2 | 1  | 6  | -5   |  | US Lecce (D1)              | 0-3 |     |     |     |
| 4    | US Avellino (D2)     | -2  | 3 | 0 | 0 | 3 | 0  | 7  | -7   |  | US Avellino (D2)           | 0-3 |     | 0-1 |     |

### Deuxième tour
| Division      | Club                       | Aller | Total | Retour | Club            | Division     |
| ------------- | -------------------------- | ----- | ----- | ------ | --------------- | ------------ |
| Serie B (D2)  | Salernitana Sports         | 0 - 2 | 0 - 5 | 0 - 3  | Reggina Calcio  | Serie A (D1) |
| Serie B (D2)  | US Città di Palerme        | 1 - 1 | 4 - 3 | 3 - 2  | Brescia Calcio  | Serie A (D1) |
| Serie C1 (D3) | Sambenedettese Calcio 1923 | 2 - 1 | 2 - 3 | 0 - 2  | Modène FC       | Serie A (D1) |
| Serie C1 (D3) | Teramo Calcio              | 0 - 1 | 0 - 4 | 0 - 3  | AC Sienne       | Serie A (D1) |
| Serie B (D2)  | AC Venise                  | 2 - 0 | 3 - 1 | 1 - 1  | Empoli FC       | Serie A (D1) |
| Serie C1 (D3) | AC Cesena                  | 1 - 2 | 3 - 5 | 2 - 3  | AC Pérouse      | Serie A (D1) |
| Serie C1 (D3) | Pro Patria Gallaratese GB  | 0 - 1 | 0 - 4 | 0 - 3  | UC Sampdoria    | Serie A (D1) |
| Serie C2 (D4) | Brindisi Calcio            | 3 - 2 | 3 - 5 | 0 - 3  | Bologne FC 1909 | Serie A (D1) |

### Huitièmes de finale
| Division     | Club            | Aller | Total | Retour | Club                | Division     |
| ------------ | --------------- | ----- | ----- | ------ | ------------------- | ------------ |
| Serie A (D1) | AC Sienne       | 1 - 2 | 2 - 4 | 1 - 2  | Juventus FC         | Serie A (D1) |
| Serie A (D1) | Bologne FC 1909 | 0 - 1 | 0 - 4 | 0 - 3  | Udinese Calcio      | Serie A (D1) |
| Serie B (D2) | AC Venise       | 0 - 2 | 1 - 2 | 1 - 0  | Parme AC            | Serie A (D1) |
| Serie A (D1) | Modène FC       | 0 - 2 | 0 - 3 | 0 - 1  | SS Lazio            | Serie A (D1) |
| Serie A (D1) | UC Sampdoria    | 0 - 1 | 0 - 2 | 0 - 1  | AC Milan            | Serie A (D1) |
| Serie A (D1) | Chievo Vérone   | 2 - 1 | 2 - 4 | 0 - 3  | AC Pérouse          | Serie A (D1) |
| Serie A (D1) | AS Rome         | 1 - 0 | 3 - 1 | 2 - 1  | US Città di Palerme | Serie B (D2) |
| Serie A (D1) | Inter Milan     | 2 - 1 | 3 - 2 | 1 - 1  | Reggina Calcio      | Serie A (D1) |

### Quarts de finale
| Division     | Club           | Aller | Total | Retour | Club        | Division     |
| ------------ | -------------- | ----- | ----- | ------ | ----------- | ------------ |
| Serie A (D1) | Udinese Calcio | 0 - 0 | 1 - 3 | 1 - 3  | Inter Milan | Serie A (D1) |
| Serie A (D1) | SS Lazio       | 2 - 0 | 3 - 1 | 1 - 1  | Parme AC    | Serie A (D1) |
| Serie A (D1) | AC Milan       | 2 - 1 | 4 - 2 | 2 - 1  | AS Rome     | Serie A (D1) |
| Serie A (D1) | AC Pérouse     | 1 - 2 | 1 - 3 | 0 - 1  | Juventus FC | Serie A (D1) |

### Demi-finales
| Division     | Club        | Aller | Total | Retour              | Club        | Division     |
| ------------ | ----------- | ----- | ----- | ------------------- | ----------- | ------------ |
| Serie A (D1) | Juventus FC | 2 - 2 | 4 - 4 | 2 - 2 a.p., 7-6 tab | Inter Milan | Serie A (D1) |
| Serie A (D1) | AC Milan    | 1 - 2 | 1 - 6 | 0 - 4               | SS Lazio    | Serie A (D1) |

### Finale
| Division     | Club     | Aller | Total | Retour | Club        | Division     |
| ------------ | -------- | ----- | ----- | ------ | ----------- | ------------ |
| Serie A (D1) | SS Lazio | 2 - 0 | 4 - 2 | 2 - 2  | Juventus FC | Serie A (D1) |